# Poprzez jezioro
Poprzez jezioro (mac. Преку езерото, ang. Across the Lake) – macedońsko-polski dramat filmowy z 1997 roku w reżyserii Antonio Mitriceskiego.
Debiut reżyserski Antonio Mitriceskiego. Film nawiązuje do wydarzeń z życia Koco Topencarova i jego żony Eleny, mieszkających nad Jeziorem Ochrydzkim.

## Fabuła
Młody Macedończyk Konstantin Boczwarow spotyka w Ochrydzie Macedonkę, Elenę Zlatarową, mieszkającą w albańskiej Korczy. Wzajemna fascynacja przypada na dramatyczny rok 1948, kiedy dochodzi do zerwania Jugosławii z krajami bloku komunistycznego. Granice zostają zamknięte i dwoje kochanków nie może się spotykać ze sobą. Konstantin decyduje się dla Eleny przepłynąć jezioro w małej łódce. W czasie sztormu traci orientację i zostaje odnaleziony na albańskim brzegu przez starego rybaka. Przez władze albańskie przybysz zostaje potraktowany jako szpieg, torturowany i skazany na obóz pracy. W obozie spędził 40 lat. Po jego opuszczeniu odnajduje Elenę i zaczyna z nią wspólne życie. Konstantin dostaje pracę w Tiranie, na świat przychodzi ich córka, ale żyją w biedzie, co wpływa negatywnie na relacje w rodzinie. Coraz częściej pragnie powrócić do rodzinnej Macedonii. W czasie próby ucieczki z Albanii zostaje schwytany i ponownie osadzony w obozie. Tym razem bardzo rzadko może widzieć Elenę. Po wielu latach, stary i schorowany opuszcza obóz i przyjeżdża do Eleny, do Korczy. Ich córka, Donka, jest dorastającą dziewczyną. We trójkę jadą do Ochrydy, gdzie zaczęła się ich miłość.

## Obsada
- Nikola Ristanowski jako Konstantin Boczwarow
- Ekrem Ahmeti jako Ramadan
- Agnieszka Wagner jako Elena Zlatarowa
- Marija Atanasowska jako Donka
- Bedija Begowska jako Lefterija
- Nada Gesowska jako Ewdokia
- Vlado Jovanowski jako Tahir
- Josif Josifowski jako pop Kirył
- Astrit Çerma jako Ahmed
- Fehmi Grubi jako Fatau
- Zia Berisha jako komendant obozu
- Paskal Prifti jako Emin
- Sabina Ajrula
- Petre Arsowski
- Dżemail Maksut
- Stevo Spasowski
- Nino Levi
- Kiro Ristewski

## Nagrody
- MFF w Kijowie
  - nominacja do głównej nagrody dla filmu długometrażowego
- MFF w Kairze
  - nominacja do Złotej Piramidy za reżyserię